# Первенец (Ямболская область)
Первенец (болг. Първенец) — село в Болгарии. Находится в Ямболской области, входит в общину Стралджа. Население составляет 312 человек.

## Политическая ситуация
В местном кметстве Первенец, в состав которого входит Первенец, должность кмета (старосты) исполняет Иван Дойчев Иванов (Болгарская социалистическая партия (БСП)) по результатам выборов правления кметства.
Кмет (мэр) общины Стралджа — Митко Панайотов Андонов (Болгарская социалистическая партия (БСП)) по результатам выборов в правление общины.